# Mügeln
Mügeln là một thị xã thuộc huyện Nordsachsen, trong bang tự do Sachsen, nước Đức. Đô thị Mügeln có diện tích 23,06 km², dân số thời điểm ngày 31 tháng 12 năm 2005 là 4700 người. Đô thị này có cự ly khoảng 9 km southvề phía tây của Oschatz và 14 km về phía tây bắc của Döbeln.

## Thành phố kết nghĩa
- Bodman-Ludwigshafen, Đức (2000)